# Antonio Corso
Antonio Corso Crispino (San Ramón, 1. travnja 1916. – Maldonado, 25. travnja 1985.), urugvajski biskup.

## Životopis
Antonio Corso je zaređen za svećenika 29. listopada 1939. godine. Dana 30. srpnja 1958. imenovan je pomoćnim biskupom Montevidea i naslovnim biskupom Moglaena. 26. veljače 1966. je imenovan za biskupa Maldonado-Punta del Este. Brat je Eduarda J. Corsa, urugvajskog odvjetnika, novinara i pisca.